# Albers & Co
Albers & Co AG ist ein in den Bereichen Textil und Immobilien tätiges Schweizer Familienunternehmen. Im Geschäftsjahr 2007/08 beschäftigte die Unternehmensgruppe 835 Mitarbeitende und erwirtschaftete einen Umsatz von 198 Mio. Franken.

## Geschichte
Die Unternehmensgruppe hat ihren Ursprung in der 1849 durch Leopold Schoeller erworbenen Kammgarnspinnerei Breslau, die dieser in Schoeller’sche Kammgarnspinnerei umbenannte. 1867 verlegte sein Sohn Rudolf Wilhelm Schoeller den Stammsitz von Breslau nach Zürich-West auf das Areal am Hardturm, wobei das Breslauer Werk zunächst von seinem Bruder Leopold Schoeller und anschließend von Rudolphs Enkel Leopold (1878–1936) bis zu dessen Auflösung 1925 als Filiale weiter betrieben wurde. Rudolf selbst und später seine Söhne gründeten oder erwarben weitere Kammgarnfabriken und Färbereien in Schaffhausen, Sevelen SG, Rüti GL, Derendingen SO in der Schweiz sowie in Bregenz in Österreich und später noch im tschechischen Křešice. Auch Plantagen im südlichen Afrika und in Brasilien kamen hinzu. Zwischenzeitlich wurden aus Deutschland 1908 die Kammgarnspinnerei und Weberei Eitorf AG, 1975 die Wollgarnfabrik D. Finkh GmbH & Co. KG in Süßen sowie die Kammgarnfabrik im österreichischen Hard übernommen. 1918 übernahmen Walter Schoeller und dessen Vetter Arthur Friedrich Schoeller (1881–1953) die Geschäftsführung der unter Schoeller Switzerland firmierenden verschiedenen schweizerischen Familienunternehmen. Die Söhne und Enkel von Rudolf Schoeller erweiterten das Unternehmen auch in Richtung USA, wo sie 1939 ein Verkaufsbüro, 1946 einen Färberei- und Ausrüstbetrieb sowie 1978 eine Industriegarnspinnerei eröffneten.
1953 wurde Ulrich Albers (* 1934), Ziehsohn des kinderlosen Ehepaares Walter Schoeller und Gretel Meyer und Urenkel von Ulrich Wille, als neuer Gesellschafter in das Unternehmen aufgenommen und als Erbe eingesetzt. Bei Schoellers Tod 1979 trat er in dessen Fußstapfen. 1986 wurde Vincent Albers (* 1956), Ulrich Albers’ Sohn, Direktor von Albers & Co, seit 1993 ist er Teilhaber. Ebenfalls 1993 stieg Ulrichs Neffe Franz Albers (* 1956) als geschäftsführender Teilhaber ins Unternehmen ein. Seit 1993 firmiert Schoeller & Co. als Albers & Co, zunächst als Kollektivgesellschaft.
Im Jahr 1997 wurde der Handstrickgarn-Bereich der Schoeller Eitorf AG und der teilweise übernommenen Kammgarnspinnerei Stahl in Süßen in Schoeller & Stahl GmbH umfirmiert, an der die deutsche Schoeller AG die Mehrheit hatte. Ebenso wurden die Einzelunternehmen der Schoeller Textil AG in der Schweiz zu Schoeller Switzerland mit Hauptsitz in Sevelen zusammengelegt. Darüber hinaus kam als zweites Standbein jeweils in Zürich und Bregenz noch eine Immobiliensparte hinzu, um dadurch Einfluss sowohl auf die Vergabe von Gewerbeimmobilien als auch von Werkswohnungen für Betriebsangehörige nehmen zu können.
Im Jahre 2009 wurden im Rahmen eines Management-Buy-out die Einzelunternehmen neu aufgestellt. Infolgedessen verblieben bei Albers & Co AG noch die Immobilienunternehmen Schoeller2Welten in Bregenz und Hardturm AG in Zürich, der Logistikstandort Eitorf AG, Schoeller Süßen GmbH und Schoeller Switzerland mit Sitz in Sevelen. Dagegen wurden die Fabriken Schoeller GmbH & Co in Bregenz und Hard und im tschechischen Křešice zur neuen Schoeller Spinnerei Gruppe zusammengefasst.

## Tätigkeitsgebiet
Albers & Co AG operiert als Dachgesellschaft für die beiden Unternehmensbereiche Textil und Immobilien.

### Textil
Der Textilbereich umfasst die drei Sparten Industriegarne, Handstrickgarne sowie Spezialgewebe.
Die Tochtergesellschaft Schoeller Textil AG produziert Kammgarne und beliefert Hersteller von Gestricken für die Textilindustrie. Für Sport- und Sicherheitsbekleidungen sowie für die Automobilindustrie stellt Schoeller Garne mit hoch spezialisierten technischen Eigenschaften her. Schoeller gehören die Marken Schoeller + Stahl, Austermann Wolle, Alwo und Schaffhauser Wolle.
Im Bereich technische Textilien gehört die Eschler Textil GmbH in Deutschland zur Albers Gruppe.

### Immobilien
Im 1988 aufgebauten Immobilienbereich fokussiert sich Albers & Co AG auf die Projektentwicklung und Investition in Wohn- und Geschäftsräume, sowohl in der Schweiz als auch im Vorarlberg und Kenia. Die Tochtergesellschaft Hardturm AG, in deren Besitz sich die ehemaligen Fabrikliegenschaften befinden, entwickelt in Zürich-West u. a. das Hardturm Areal.